# Bilistunoder i byen
|  | Denne artikel er oprettet af botten Steenthbot ud fra en ekstern database. Den kan derfor have sproglige fejl eller mangler. Denne skabelon kan fjernes efter kontrol af indholdet. |

Bilistunoder i byen er en dansk undervisningsfilm fra 1972 instrueret af Werner Hedman.

## Handling
TV/OBS-indslag om trafikregler for bilister.